# Mauerassel

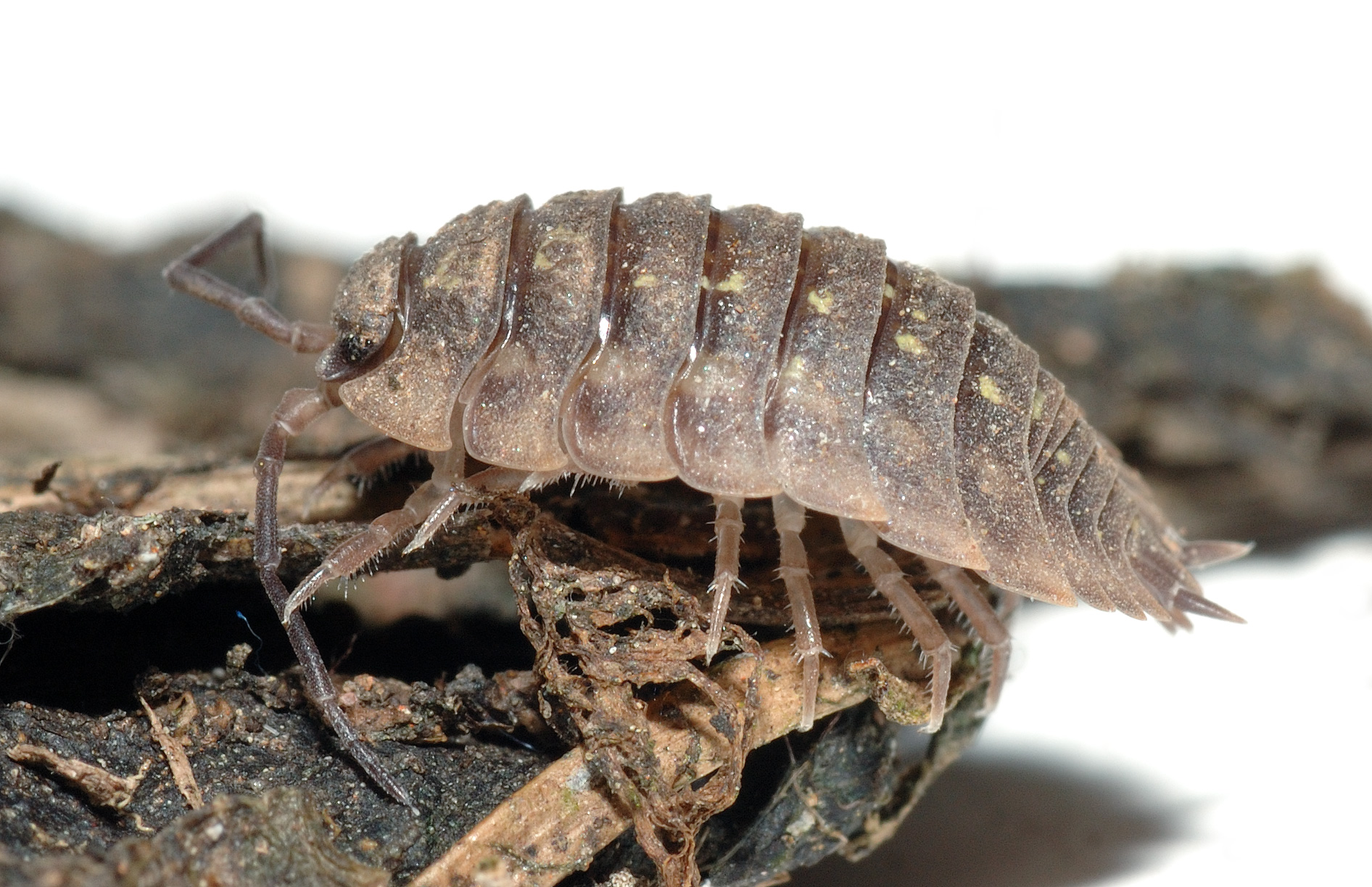
Mauerassel von der Seite.

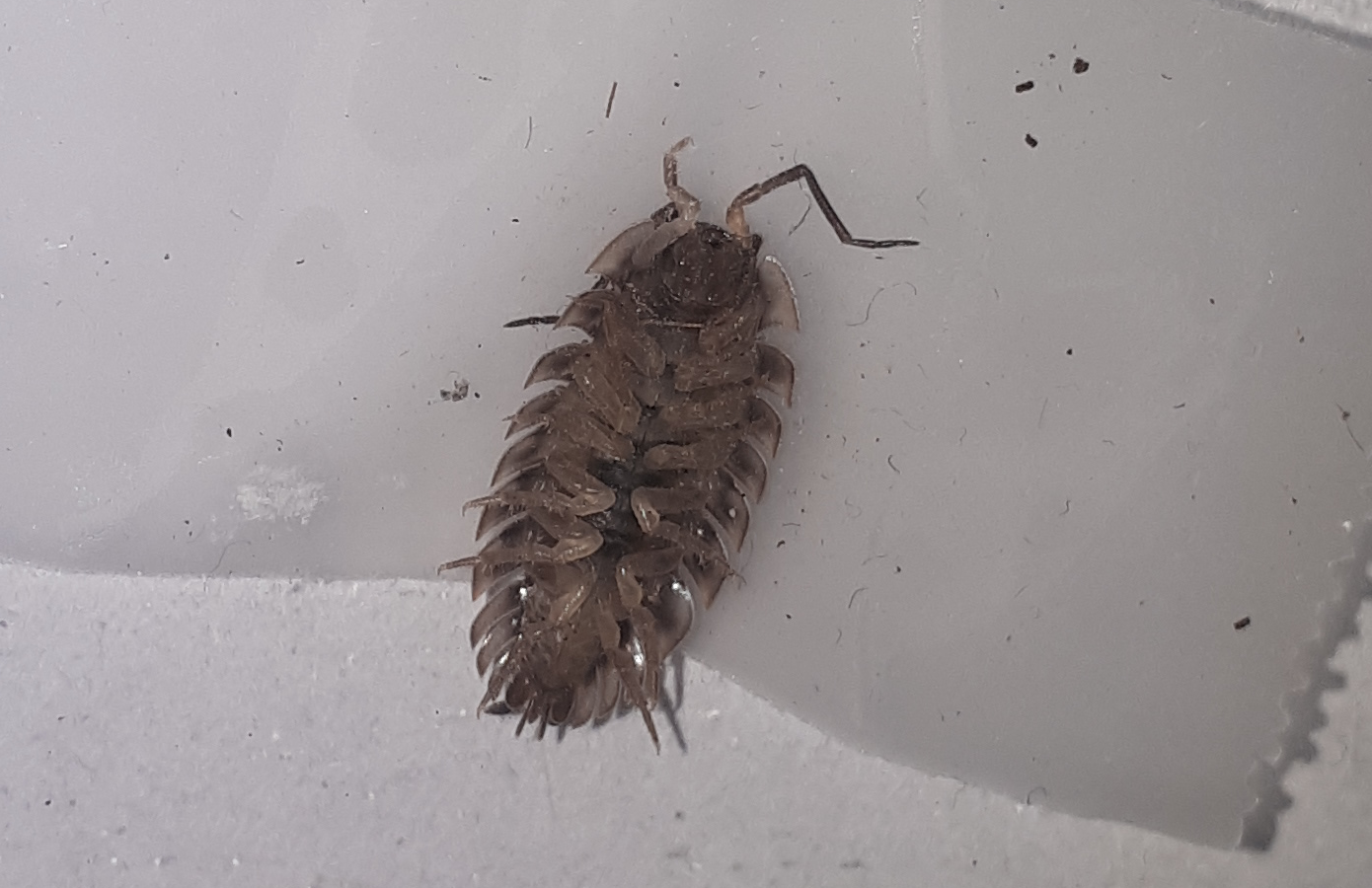
Unterseite einer Mauerassel

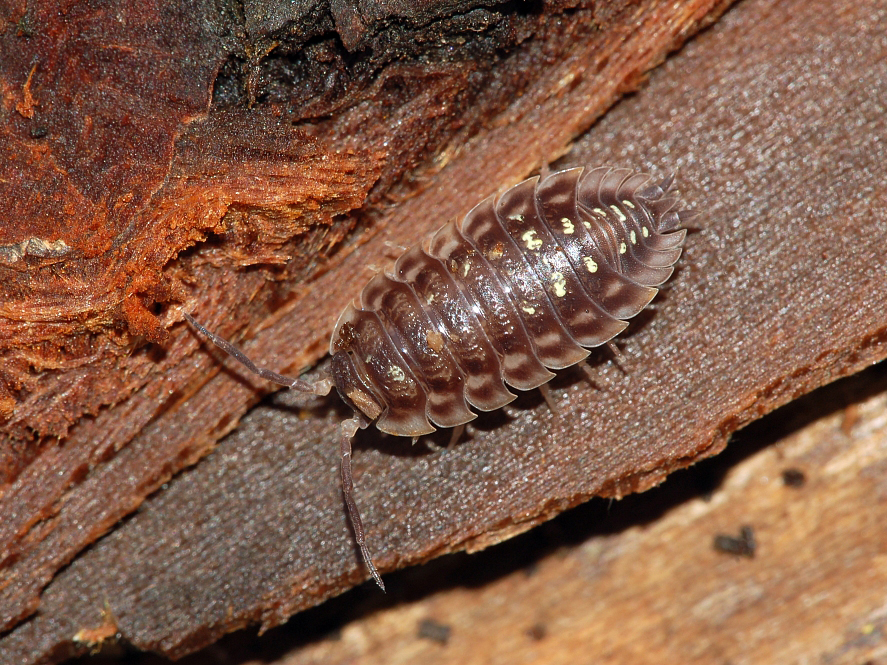
Mauerassel

Die Mauerassel (Oniscus asellus) ist eine Assel aus der Familie der Mauerasseln (Oniscidae). Die Art zählt gemeinsam mit der Kellerassel (Porcellio scaber), Trichoniscus pusillus und Trachelipus rathkii zu den häufigsten Landasseln in Mitteleuropa und tritt auch häufig in der Umgebung des Menschen auf.

## Merkmale
Die Tiere sind 11 bis 18 Millimeter lang, 6 bis 10 Millimeter breit und haben eine breit ovale, deutlich abgeflachte Körperform. Ihr dunkelbraun glänzender Körper hat eine variable dunkle Fleckzeichnung und ist deutlich körnig strukturiert. Die ersten Fühler sind sehr klein, die zweiten sind lang und kräftig und haben eine dreigliedrige Geißel. Diese unterscheidet die Art von der ähnlichen Kellerassel (Porcellio scaber), deren Geißel nur zwei Glieder besitzt. Der Kopfvorderrand ist vor den Augen an beiden Seiten in einen langen, schräg nach vorne stehenden Stirnlappen ausgezogen. Die Pleopoden besitzen keine Trachealorgane.
Jungtiere unterscheiden sich in auffälliger Weise von ausgewachsenen Tieren, zum Beispiel was die Körnelung oder die Form des Kopfes betrifft. Aufgrund dieser Tatsache wurden in der Vergangenheit mehrmals fälschlich neue Arten beschrieben, die sich als junge Mauerasseln entpuppten.

## Vorkommen und Lebensweise
Die Mauerassel ist in weiten Teilen Europas sowie den Küstenregionen Nordamerikas verbreitet, fehlt aber im Mittelmeergebiet. Ursprünglich stammt die expansive Art aus Westeuropa, sie  wird nach Osten hin seltener und ist dort mehr und mehr an den Menschen gebunden. Auch wurde sie nach Nordamerika verschleppt, wo sie mittlerweile sehr häufig vorkommt. Sie besiedelt vor allem feuchte und dunkle Orte und tritt auch in der Nähe des Menschen, beispielsweise unter Gegenständen im Garten oder im Komposthaufen auf. In Wäldern findet man sie unter Steinen und Rinde von Totholz. Sie tritt häufig mit der ebenso weit verbreiteten Kellerassel auf, letztere ist aber widerstandsfähiger gegenüber Austrocknung und besiedelt auch trockenere Lebensräume.

## Taxonomie
Die Art wurde 1758 von Carl von Linné erstbeschrieben. Synonyme lauten:
- Oniscus affinis Say, 1818
- Oniscus fossor C.L. Koch, 1838
- Oniscus lamperti L. Koch, 1901
- Oniscus languidus L. Koch, 1901
- Oniscus murarius Cuvier, 1792
- Oniscus nodulosus Verhoeff, 1934
- Oniscus vicarius Stuxberg, 1872
- Porcellio lineatus Fitch, 1855
- Porcellio taeniola C.L. Koch, 1835

## Sonstiges
Obwohl die Mauerassel kein Höhlenbewohner im engeren Sinne ist, wurde sie vom Verband der deutschen Höhlen- und Karstforscher zum Höhlentier des Jahres 2020 gekürt.